# Görden

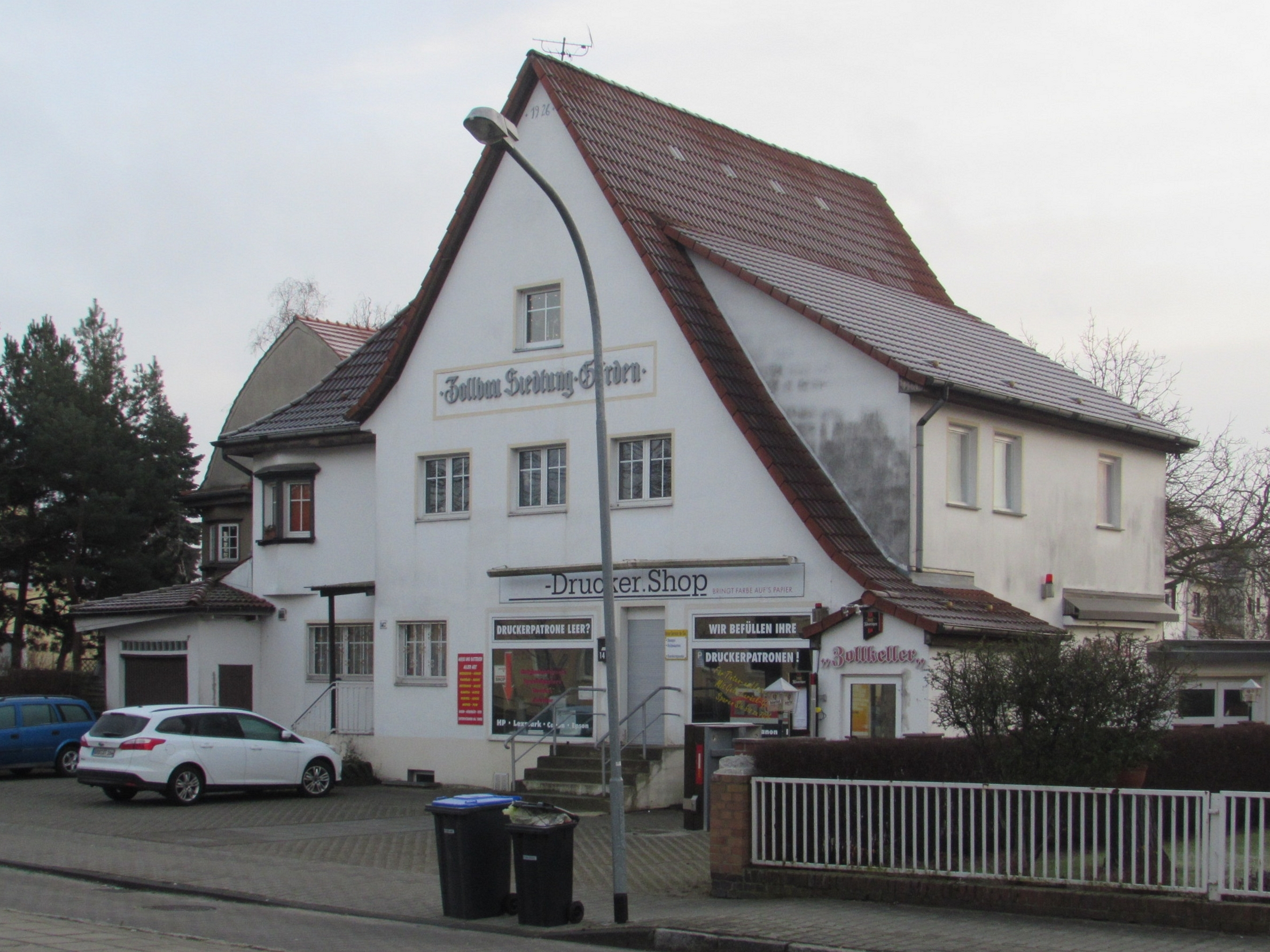
Zollbau Siedlung-Görden

Görden (auch der Görden) ist eine historisch gewachsene Siedlung nordwestlich der alten Stadt Brandenburg. Seit den 1920er Jahren ist Görden ein Stadtteil der kreisfreien Stadt Brandenburg an der Havel.

## Geographie
Der Görden liegt ca. 4 km nordwestlich von Brandenburgs Stadtzentrum. Im Süden wird der Stadtteil durch den Silokanal bis zum Quenzsee (Bundeswasserstraße Untere Havel) und durch die Bundesstraße 1 begrenzt. Östlich grenzt er an den Stadtteil Hohenstücken, ein Plattenbaugebiet aus der Zeit der DDR. Südwestlich grenzt er an den Stadtteil Plaue, im Westen und Norden an Gebiete der Landstadt Havelsee.
Im Nordwesten des Stadtteils liegen der nach der Siedlung benannte Gördensee, der Bohnenländer See und der Altstädtische Forst. Die beiden Seen haben sich in einer glazialen Rinne gebildet, der Bohnenland-Görden-Rinne. Südwestlich von Görden liegen die städtischen Havelseen mit dem Quenzsee, an dem die eiszeitliche Rinne endet, und dem Plauer See. 

## Geschichte
Am Ufer des Gördensees wurde ein steinzeitliche Stielspitze der Ahrensburger Kultur gefunden. Beim Bau eines Krankenhauses im Altstädtischen Forst wurde ein Grab der steinzeitlichen Kugelamphorenkultur gesichert und weitere Gräber, die der vorrömischen Eisenzeit und römischen Kaiserzeit zugerechnet wurden, entdeckt. Urnen, eiserne Lanzenspitzen, Messer, Fibeln und Wetzsteine wurden beispielsweise ergraben. 
Der Name Görden geht auf eine slawische Siedlung Gorne zurück. Dieser Name leitet sich von gorny für obere oder hoch ab. Erstmals urkundlich erwähnt wurde der Ort 1161 als Gut des Domkapitels des Brandenburger Doms. Es lag südöstlich des Bohnenländer Sees. 1179 existierte in der heutigen Gemarkung ein weiteres Gut, Silow nordöstlich des Quenzsees. 1307 wurde die Heide bei der curia Gorne zwischen dem Domkapitel und der Altstadt Brandenburg aufgeteilt. 29 Jahre später, 1336 kaufte die Altstadt auch den Rest des Waldes und des Gutes dem Dom ab. Das slawische Dorf fiel im 14. Jahrhundert wüst.
Im 17. Jahrhundert wurde in der Nähe des Gördensees das Vorwerk Görden gegründet, beim Bohnenländer See entstand das Vorwerk Bohnenland. Im 18. Jahrhundert wurde in der Gemarkung eine Wollspinner- und Weberkolonie, die Kolonie Görden mit etwa 600 ortsfremden, teilweise ausländischen Fachkräften gebildet. Dies erfolgte auf königlichen Erlass Friedrichs II. und gegen den Willen des Magistrats der Altstadt. Nach 1807 wandelte sich die Kolonie Görden in eine kleinbäuerliche Siedlung, in ein Straßendorf entlang der heutigen Gördenallee. Mitte des 18. Jahrhunderts wurde das nahe dem See gelegene Vorwerk Görden aufgelöst.

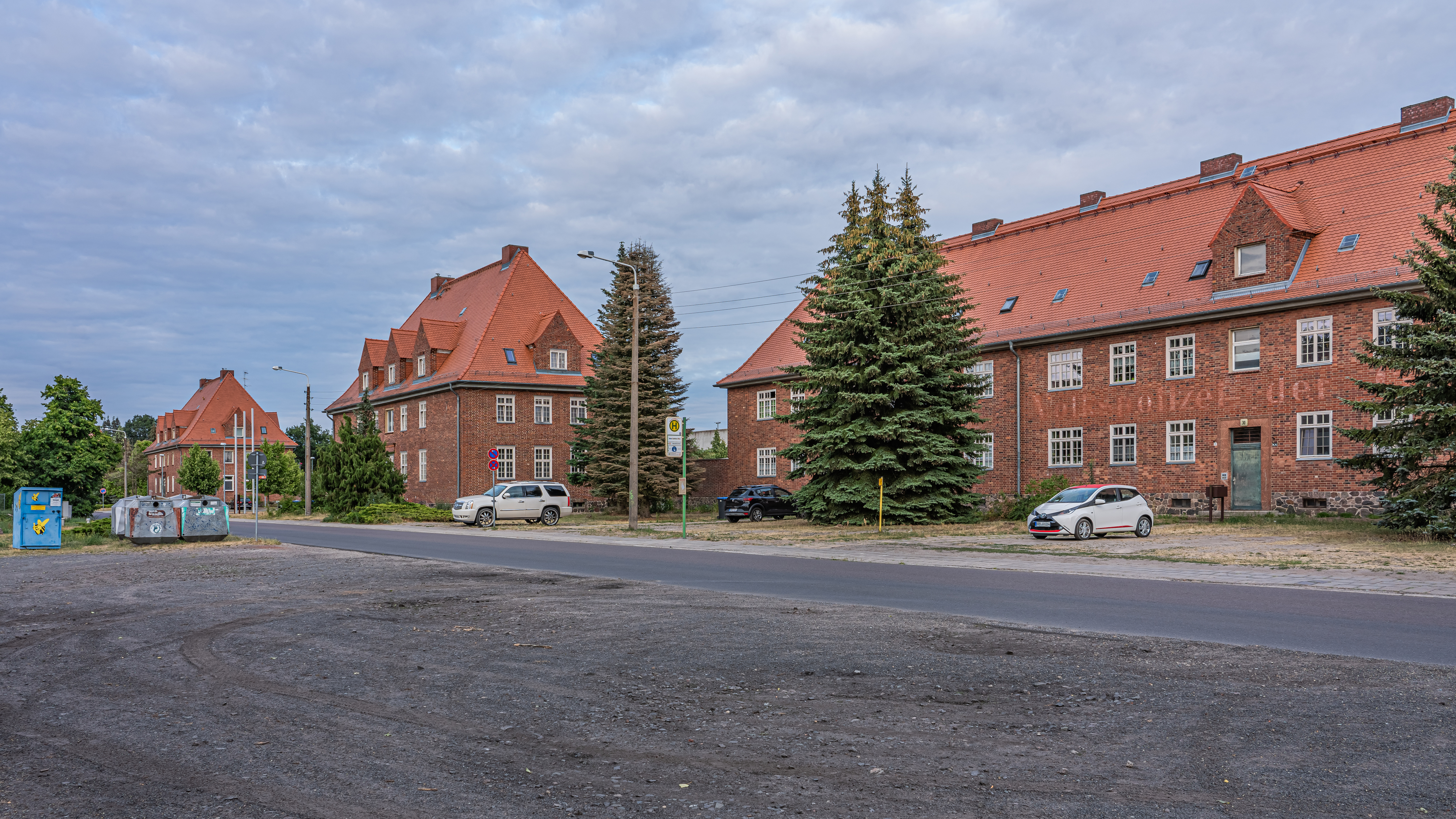
Beamtensiedlung Görden am ehemaligen Zuchthaus

Im frühen 20. Jahrhundert wurde der dörfliche Charakter verändert und Görden zu einem Stadtteil ausgebaut. 1904 wurde Görden an die Brandenburgische Städtebahn und 1912 an die Straßenbahn Brandenburgs angeschlossen. Im Westen des Gördens entstand ab 1911 die Brandenburgische Irrenanstalt, die spätere Bezirksnervenklinik, Landesklinik, Bezirkskrankenhaus für Neurologie und Psychiatrie und heutiges Asklepios Fachklinikum Brandenburg mit eigener Pflegersiedlung, dem Pflegerdorf. Weiterhin wurde im Ersten Weltkrieg der Flugplatz Brandenburg-Briest eröffnet. Ab 1928 wurde unmittelbar neben der Nervenklinik das Zuchthaus Brandenburg errichtet. In diesem großen Gefängniskomplex kam es während der Zeit des Dritten Reichs zu zahlreichen Hinrichtungen. Die Irrenanstalt war in die Aktion T4, in das Euthanasieprogramm der Nazis eingebunden.
1945 erfolgte die Befreiung Brandenburgs und des Zuchthauses Görden durch die Rote Armee. Das ehemalige Zuchthaus wurde und wird auch in der Folge weiter als Gefängnis verwendet.

## Infrastruktur

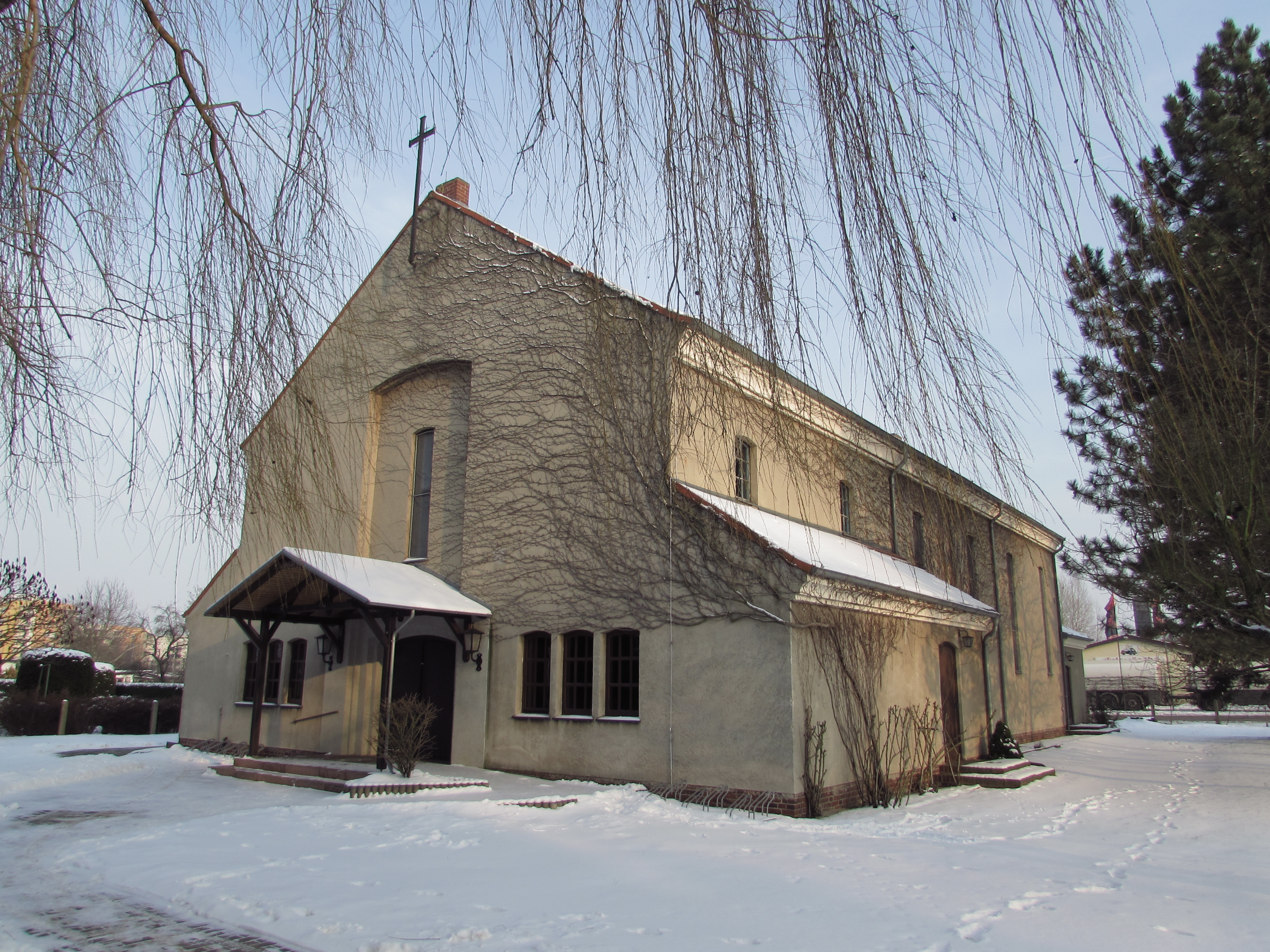
Die evangelische Auferstehungskirche

Zentrale Achse des Gördens ist die Gördenallee und die sich anschließende Anton-Saefkow-Allee, die sich über mehrere Kilometer in Ost-West-Richtung erstreckt. Der Stadtteil ist von Ein- und Zweifamilienhaussiedlungen, entlang der Gördenallee von zwei-, bis dreigeschossigen Mietshäusern geprägt. Daneben gibt es im nördlichen und nordwestlichen Bereich auch großflächige Quartiere mit Schrebergärten. Die Namensgebung der Straßen folgt im Allgemeinen einem System. Nördlich der Gördenallee gelegene Straßen erhielten Namen berühmter Komponisten (Mozartplatz, Brahmsstraße, Beethovenstraße usw.), während Straßen südlich der Gördenallee nach Blumen beziehungsweise Pflanzen benannt wurden (Asternweg, Rosenweg, Tulpenweg usw.).
Die Straßenbahn der Linie 1 und der Linie 12 der Verkehrsbetriebe Brandenburg an der Havel verkehrt entlang der Görden- und Anton-Saefkow-Allee bis zur Endstelle Saefkow-Allee am westlichen Ende der Justizvollzugsanstalt. Bis zur Stilllegung der Strecke in den 1990er Jahren fuhr die Linie weiter bis in die zu Brandenburg gehörenden Ortsteile Plaue und Kirchmöser. Weiterhin verkehrt die Buslinie E zwischen Hohenstücken und Kirchmöser, sie ersetzt die Straßenbahn auf dem stillgelegten Streckenabschnitt, und die Nachtbuslinie N2.
Entlang der Eisenbahnstrecke Brandenburg Hauptbahnhof-Rathenow liegt der Haltepunkt Görden, der zwischen den Morgen- und Nachtstunden einmal stündlich je Fahrrichtung von der Regionalbahn 51 angefahren wird. Ursprünglich führte die Städtebahn von Treuenbrietzen im Süden bis Neustadt (Dosse) im Norden. Die über Brandenburg und Rathenow weiterführenden Streckenabschnitte wurden im Laufe der Jahrzehnte jedoch stillgelegt. Dem Güterverkehr vorbehaltene Gleisanlagen schließen die ehemalige Irrenanstalt, das Gefängnis und den stillgelegten Flugplatz Brandenburg-Briest an die Städtebahn an, werden heute jedoch vorrangig als Abstellgleise genutzt.

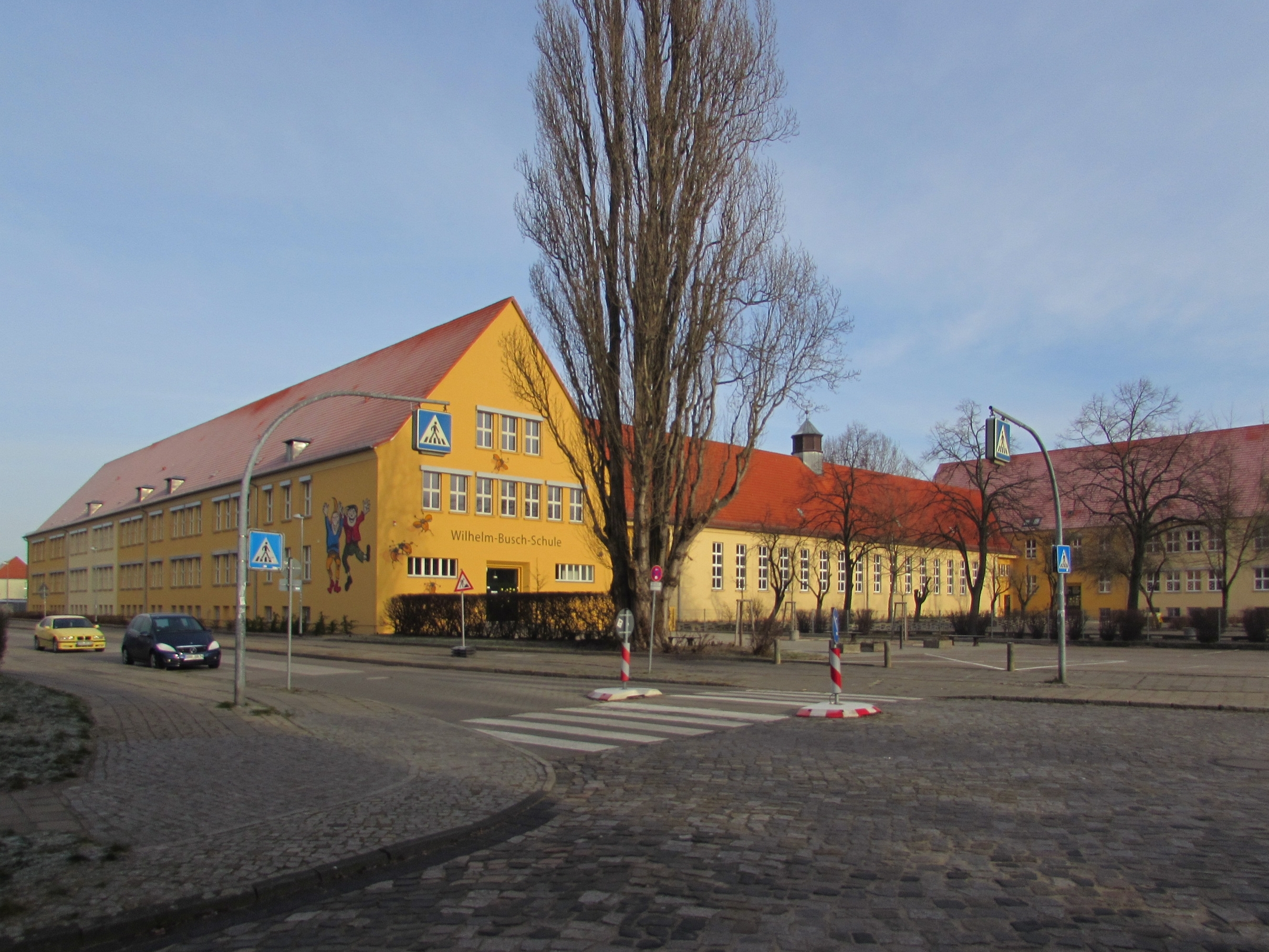
Wilhelm-Busch-Schule

Größere Industriebetriebe gibt es auf dem Görden nicht. Ein kleines Gewerbegebiet liegt im südwestlichen Bereich zum Silokanal. Größte Arbeitgeber sind das Asklepios-Fachklinikum Brandenburg und die Justizvollzugsanstalt. Es gibt eine Grundschule, die Wilhelm-Busch-Grundschule, die zu Zeiten der DDR Polytechnische Oberschule Anton Saefkow hieß. Weitere Schulen waren die POS Maurice Thorez, in der als einzige in der Stadt zu DDR-Zeiten regulärer Französischunterricht angeboten wurde, die POS Wilhelm Pieck mit erweitertem Russischunterricht und die POS Otto Grotewohl. Die Maurice-Torez-Oberschule war nach der politischen Wende zunächst eine Grundschule, die Oberschulen Wilhelm Pieck und Otto Grotewohl wurden als Gesamtschule Görden zusammengeschlossen. Die Gesamtschule verfügte über eine gymnasiale Oberstufe. Nach der Schließung der Schule wurde das Gebäude abgerissen.
Es gibt Kindertagesstätten, ein SOS-Kinderdorf und ein 1963 eröffnetes Seniorenheim, das nach Clara Zetkin benannt ist. Der Einzelhandel wird vorrangig durch mehrere Supermärkte (beispielsweise in der Nähe des Haltepunktes Görden und am Mozartplatz) abgedeckt. Am Waldrand des Gördenwaldes liegt seit Jahrzehnten ein Ausflugslokal der Brandenburger, das Waldcafé, nach dem auch die entsprechende Straßenbahnhaltestelle benannt ist.
Im Stadtteil gibt es zwei Kirchen. In der Mendelssohnstraße befindet sich die katholische St.-Elisabethkirche, in der Brahmsstraße die evangelische Auferstehungskirche. Beide Bauten stammen aus den 1950er Jahren. Daneben gab es im Lilienweg einen Kirchenbau der Neuapostolischen Kirche, der jedoch mittlerweile als Wohnhaus genutzt wird.